# Сущепан
Сущепан (на сръбски: Сушћепан) е село в Черна гора, разположено в община Херцег Нови. Населението му според преброяването през 2011 г. е 544 души, от тях: 266 (48,89 %) сърби, 129 (23,71 %) черногорци, 33 (6,06 %) цигани, 14 (2,57 %) хървати, 60 (11,02 %) неизвестни.

## Население
Численост на населението според преброяванията през годините:
- 1948 – 98 души
- 1953 – 102 души
- 1961 – 108 души
- 1971 – 95 души
- 1981 – 113 души
- 1991 – 132 души
- 2003 – 492 души
- 2011 – 544 души